# Sture Holm
Sture Holm, född 1936, död 2023, är en svensk statistiker som framför allt har varit verksam inom biostatistik.
Holm tog 1961 civilingenjör i elektroteknik vid Chalmers tekniska högskola och arbetade med radarteknik inom industrin. Han började därefter studera matematisk statistik och doktorerade 1973 vid Göteborgs universitet.
Holm var verksam som universitetslektor vid Chalmers tekniska högskola från 1967 och därefter professor i matematik, särskilt matematisk statistik vid Ålborgs universitet 1979-1980. Han var professor i statistik vid Handelshögskolan i Göteborg 1984-1993 och professor i biostatistik vid Göteborgs universitets naturvetenskapliga fakultet från 1993 till sin pensionering.
Holm är bland annat känd för Bonferroni-Holms metod, som också är uppkallad efter Carlo Emilio Bonferroni.